# Lovćenac
Lovćenac (izvirno srbsko Ловћенац; madžarsko Szeghegy, nemško Sekitsch, Winkelsberg) je naselje v Srbiji, ki upravno spada pod Občino Mali Iđoš; slednja pa je del Severnobačkega upravnega okraja.

## Demografija
V naselju živi 2859 polnoletnih prebivalcev, pri čemer je njihova povprečna starost 38,5 let (37,1 pri moških in 39,8 pri ženskah). Naselje ima 1149 gospodinjstev, pri čemer je povprečno število članov na gospodinjstvo 3,21.
Prebivalstvo je večinoma nehomogeno.
|  |

| Demografija | Demografija     | Demografija     |
| Leto        | Št. prebivalcev | Št. prebivalcev |
| ----------- | --------------- | --------------- |
|             |                 |                 |
|             |                 |                 |
|             |                 |                 |
|             |                 |                 |
| 1948        | 4791            |                 |
| 1953        | 4413            |                 |
| 1961        | 4800            |                 |
| 1971        | 4159            |                 |
| 1981        | 4016            |                 |
| 1991        | 4049            | 3966            |
| 2002        | 3763            | 3693            |
|             |                 |                 |

| Etnična sestava po popisu iz leta 2002 | Etnična sestava po popisu iz leta 2002 | Etnična sestava po popisu iz leta 2002 | Etnična sestava po popisu iz leta 2002 | Etnična sestava po popisu iz leta 2002 |
| -------------------------------------- | -------------------------------------- | -------------------------------------- | -------------------------------------- | -------------------------------------- |
| Črnogorci                              | Črnogorci                              |                                        | 2.100                                  | 56,86%                                 |
| Srbi                                   | Srbi                                   |                                        | 1.242                                  | 33,63%                                 |
| Madžari                                | Madžari                                |                                        | 107                                    | 2,89%                                  |
| Hrvati                                 | Hrvati                                 |                                        | 27                                     | 0,73%                                  |
| Rusini                                 | Rusini                                 |                                        | 18                                     | 0,48%                                  |
| Makedonci                              | Makedonci                              |                                        | 15                                     | 0,40%                                  |
| Jugoslovani                            | Jugoslovani                            |                                        | 14                                     | 0,37%                                  |
| Muslimani                              | Muslimani                              |                                        | 6                                      | 0,16%                                  |
| Nemci                                  | Nemci                                  |                                        | 4                                      | 0,10%                                  |
| Romi                                   | Romi                                   |                                        | 3                                      | 0,08%                                  |
| Čehi                                   | Čehi                                   |                                        | 2                                      | 0,05%                                  |
| Slovenci                               | Slovenci                               |                                        | 2                                      | 0,05%                                  |
| Rusi                                   | Rusi                                   |                                        | 2                                      | 0,05%                                  |
| Ukrajinci                              | Ukrajinci                              |                                        | 1                                      | 0,02%                                  |
| Slovaki                                | Slovaki                                |                                        | 1                                      | 0,02%                                  |
| Bunjevci                               | Bunjevci                               |                                        | 1                                      | 0,02%                                  |
| Bošnjaki                               | Bošnjaki                               |                                        | 1                                      | 0,02%                                  |
| Neznano                                | Neznano                                |                                        | 13                                     | 0,35%                                  |